# Saldanha (Metro de Lisboa)
Saldanha es una estación doble del Metro de Lisboa, donde se enlazan dos líneas: la Línea Amarilla y la Línea Roja. Se sitúa en el municipio de Lisboa, en Portugal, entre las estaciones de Campo Pequeno y Picoas (Línea Amarilla), y São Sebastião y Alameda (Línea Roja). Es una de las once estaciones pertenecientes a la red original del Metro de Lisboa, inaugurada el 29 de diciembre de 1959.
La estación de la Línea Amarilla se localiza en la Plaza Duque de Saldanha, mientras que la de la Línea Roja se sitúa en la Avenida Duque de Ávila, junto al cruce con la Avenida de la República. La estación presta servicio a la zona de Avenidas Novas, posibilitando el acceso al Instituto Superior Técnico. Al igual que las estaciones más nuevas del Metro de Lisboa, está adaptada para personas con movilidad reducida; varios ascensores y escaleras mecánicas facilitan el acceso a los andenes.

## Estación de la Línea Amarilla
Fue inaugurada el 29 de diciembre de 1959. El proyecto arquitectónico original es de la autoría del arquitecto Falcão e Cunha y las intervenciones plásticas de la pintora Maria Keil. El 14 de marzo de 1977 se concluyó la ampliación de la estación con base a un proyecto arquitectónico de la autoría de los arquitectos Falcão e Cunha y Sánchez Jorge y las intervenciones plásticas de la pintora Maria Keil. La ampliación de la estación implicó la prolongación de los andenes y la construcción de un nuevo atrio. En 1996 el atrio norte de la estación fue remodelado con base a un proyecto arquitectónico de la autoría del arquitecto Paulo Brito de Silva y las intervenciones plásticas del escultor Jorge Vieira y del artista plástico Luís Filipe de Abreu.
En 1997 sería remodelado el atrio sur, igualmente sobre la base de un proyecto arquitectónico de la autoría del arquitecto Paulo Brito de Silva y las intervenciones plásticas del escultor Jorge Vieira y del artista plástico Luís Filipe de Abreu. En 2009 concluyó una profunda remodelación del atrio norte de la estación sobre la base de un proyecto arquitectónico de la autoría de los arquitectos Paulo Brito de Silva y Sofia Carrilho, y las intervenciones plásticas del escultor Jorge Vieira y del artista plástico Luís Filipe de Abreu. La remodelación se integró en las obras de expansión de la Línea Roja, que implicó la construcción de la conexión con la nueva estación de la Línea Roja.

## Estación de la Línea Roja
Fue inaugurada el 29 de agosto de 2009 junto con la estación São Sebastião II, en el ámbito de la expansión de la Línea Roja a la zona de São Sebastião da Pedreira. El proyecto arquitectónico es de la autoría del arquitecto Germano Venade, y las intervenciones plásticas del arquitecto José Almada Negreiros.

## Galería de imágenes

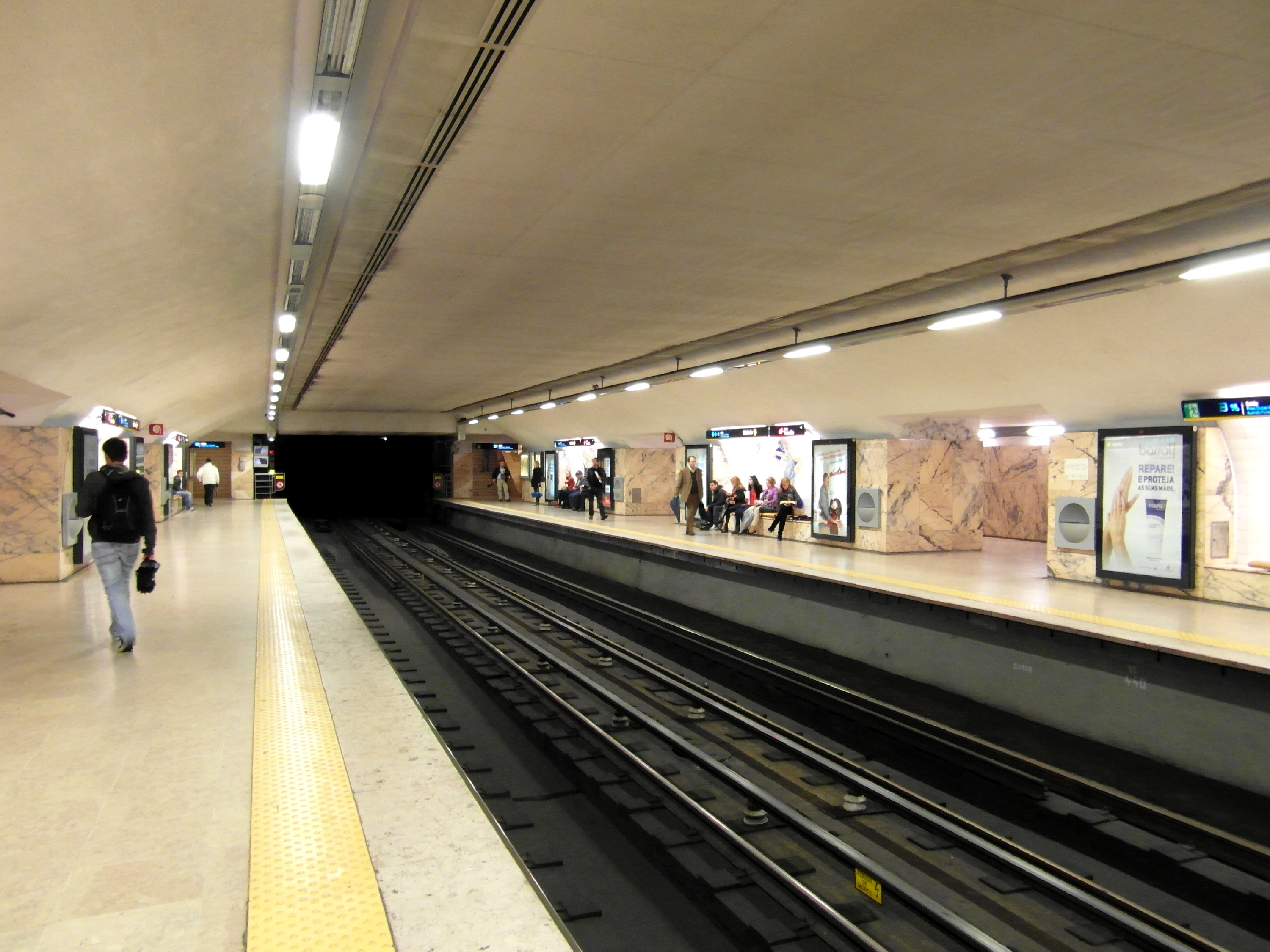
Andenes de la estación de la Línea Amarilla
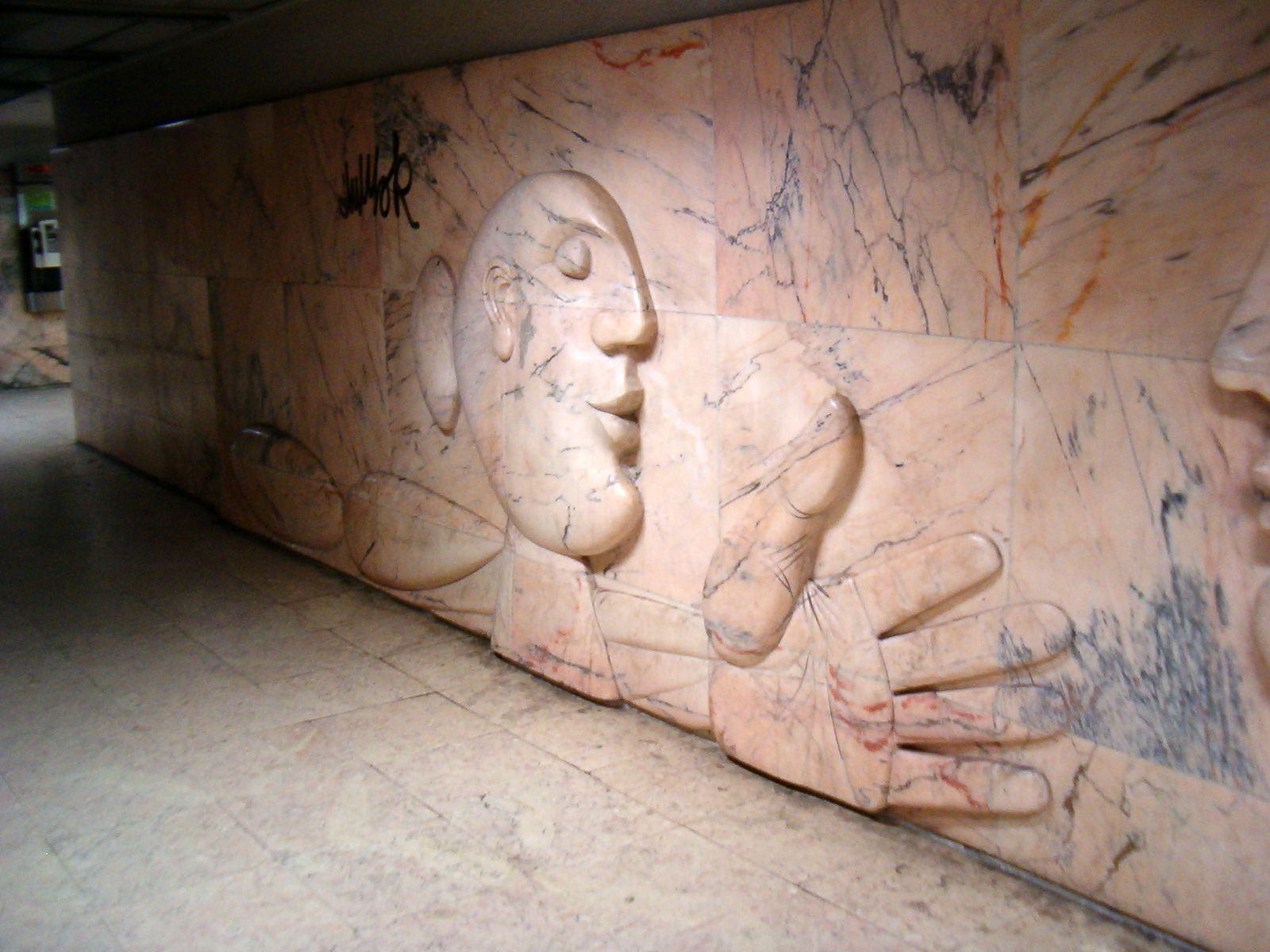
Atrio de la estación de la Línea Amarilla
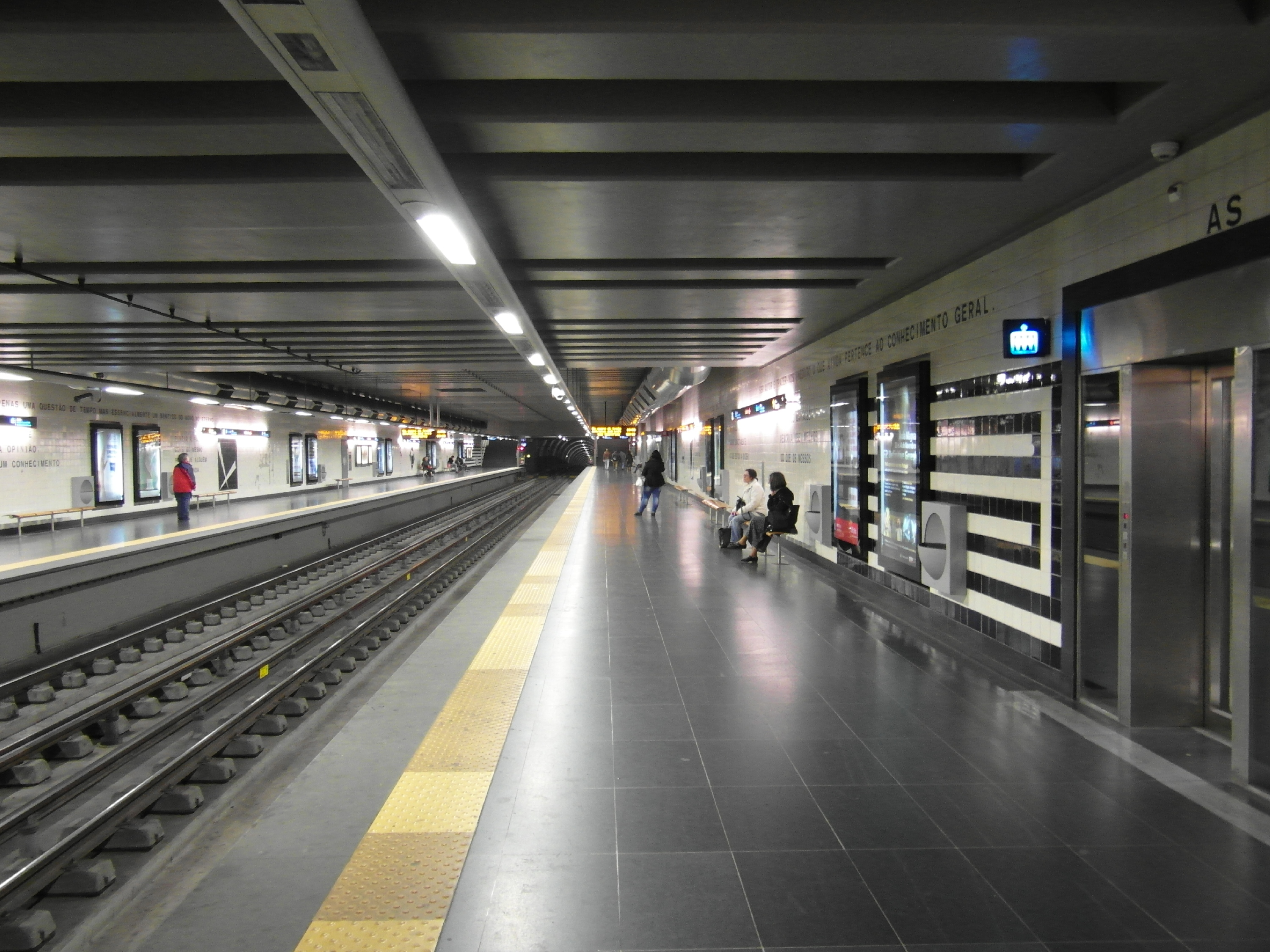
Andenes de la estación de la Línea Roja
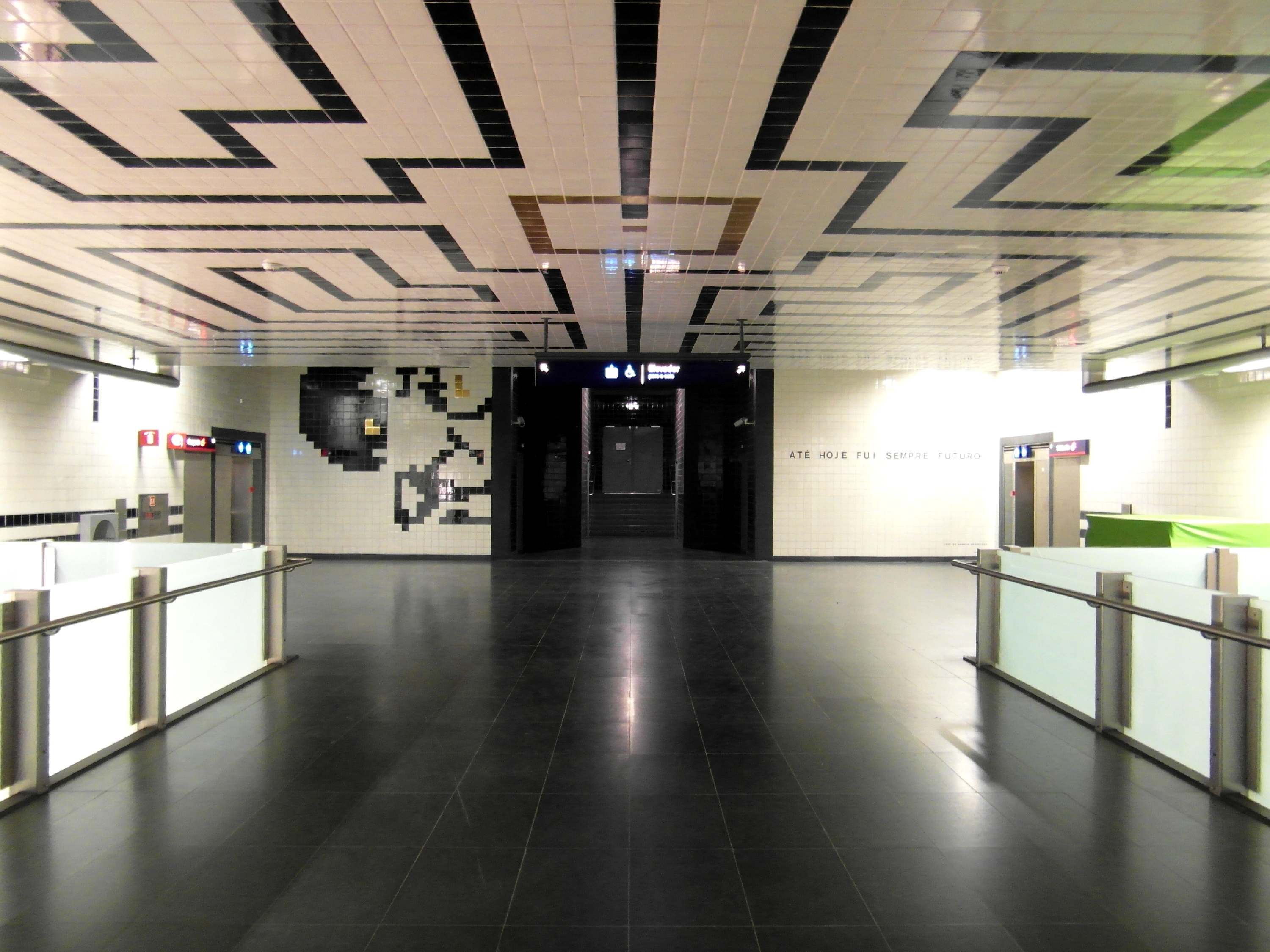
Atrio de la estación de la Línea Roja
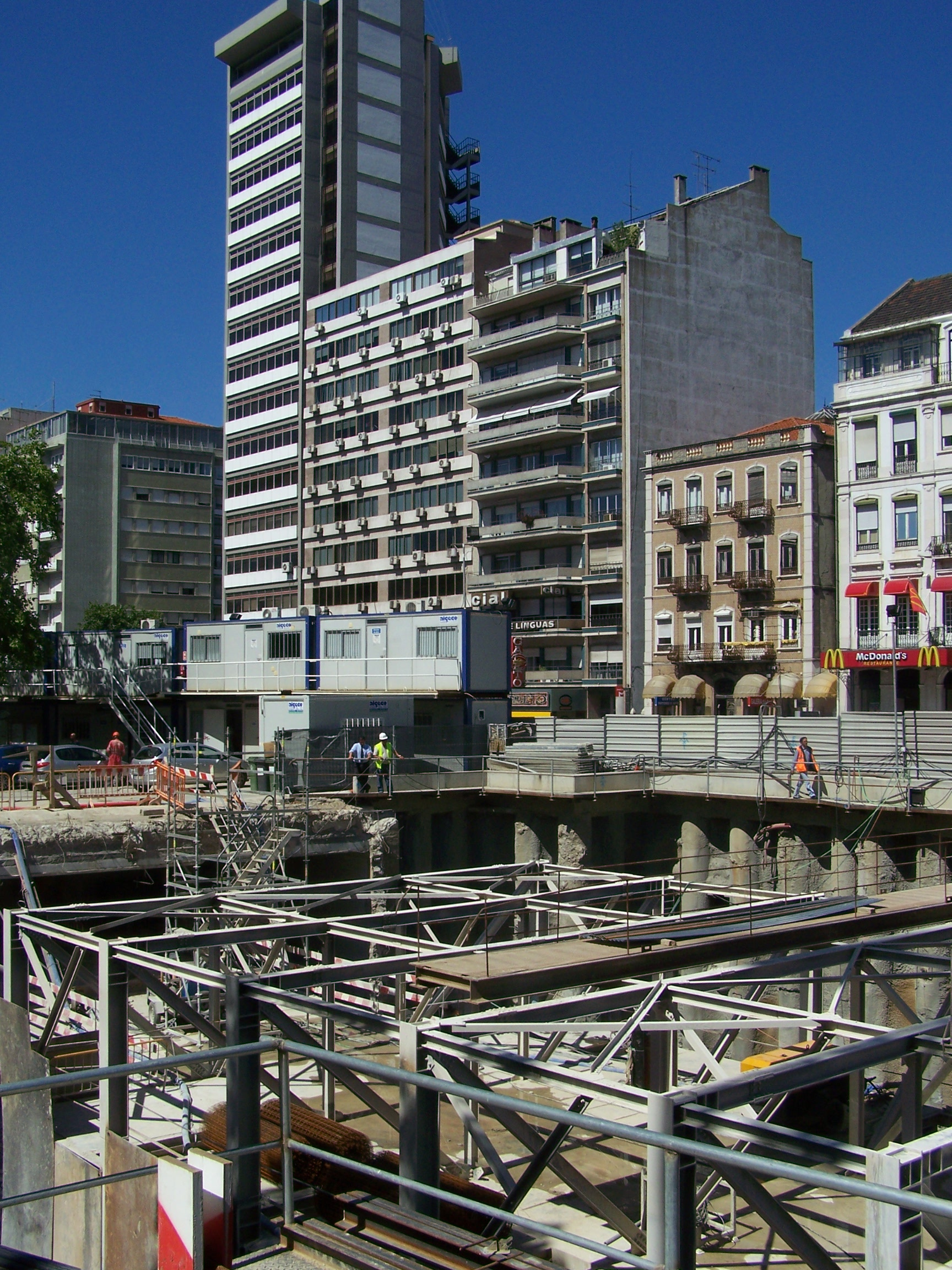
Aspecto de las obras de remodelación del atrio norte de la estación de la Línea Amarilla (junio de 2007)